# Илеркирхберг
Илеркирхберг (на немски: Illerkirchberg) е община в Баден-Вюртемберг, Германия, с 4716 жители (31 декември 2014). Намира се на ок. 8 km южно от Улм.
Образуван е на 1 април 1972 г. от общините Оберкирхберг и Унтеркирхберг. През Средновековието е резиденция на графство Кирхберг.